# Las Habitas
Las Habitas är en ort i Mexiko.   Den ligger i kommunen Rosario och delstaten Sinaloa, i den centrala delen av landet, 800 km nordväst om huvudstaden Mexico City. Las Habitas ligger 53 meter över havet och antalet invånare är 260.
Terrängen runt Las Habitas är kuperad åt sydost, men åt nordväst är den platt. Runt Las Habitas är det glesbefolkat, med 15 invånare per kvadratkilometer. Närmaste större samhälle är El Pozole, 19,7 km sydväst om Las Habitas. I omgivningarna runt Las Habitas växer i huvudsak lövfällande lövskog.